# Vicente Andreu Navarro
Vicente Andreu Navarro (Castelló de la Plana, 1965) és un informàtic i escriptor en llengua catalana i castellana valencià.
Oficialment nascut a Castelló en 1965, ha viscut a Vila-real durant la major part de la seua vida. Llicenciat en Informàtica per la Universitat Politècnica de València es va estrenar en la narrativa amb “El trébol de cuatro hojas” (Edebé, 2008), obra que va merèixer el guardó de millor novel·la juvenil amb temàtica esportiva al certamen literari anual que convocava el diari MARCA.
“El secret del guerrer hongarès” (Onada Edicions, 2010) és la seua segona novel·la i la primera escrita en valencià.
Pel que fa a la narrativa breu, ha publicat, junt al també vila-realenc Manuel Llorens, el recull de contes “En la hora cero” (Bubok, 2009). En 2015 publica "La isla de la cruz de jade" (Edelvives, 2015), novel·la juvenil ambientada en la Universitat d'Otago, a Nova Zelanda.

## Obres

### Novel·la
- El trébol de cuatro hojas, 2008
- El secret del guerrer hongarés, 2010
- La isla de la cruz de jade, 2015

### Narrativa curta
- En la hora cero, 2009 (coautor)